# Văn Chương (nghệ sĩ chèo)
Văn Chương (tên thật là Nguyễn Văn Chương, sinh năm 1969) là diễn viên chèo và nghệ sĩ hát văn người Việt Nam. Ông được Nhà nước Việt Nam phong tặng danh hiệu Nghệ sĩ ưu tú năm 2007. Giọng hát chèo của Văn Chương là một trong những giọng hát chèo được yêu thích nhất ở Việt Nam.

## Tiểu sử
Văn Chương sinh năm 1969 ở thị trấn Chúc Sơn, huyện Chương Mỹ, tỉnh Hà Tây cũ (nay thuộc Hà Nội) trong một gia đình bình thường không có ai theo sự nghiệp nghệ thuật.
Năm 16 tuổi (1984), Văn Chương trúng tuyển và gia nhập Đoàn chèo Hà Tây.
Văn Chương có giọng hát chèo ngọt ngào, ấm áp, có tài diễn xuất giàu cảm xúc.
Giọng hát của Văn Chương từng được gọi là "vàng mười" của sân khấu chèo Việt Nam vì hội tụ đủ 6 tiêu chí "Thanh, sắc, thục, tinh, khí, và thần".
Từ cuối năm 2006, Văn Chương theo học lớp Đại học Cán bộ Quản lý văn hóa.
Năm 2009, khi Nhà hát Chèo Hà Tây hợp nhất với Nhà hát Chèo Hà Nội, ông rời đoàn Hát chèo Hà Tây và về làm Trưởng phòng Nghệ thuật kênh VOV3 của Đài Tiếng nói Việt Nam.
Năm 2012, Văn Chương là Trưởng phòng Nghệ thuật Nhà hát Đài Tiếng nói Việt Nam.

## Sự nghiệp diễn chèo
Văn Chương nổi tiếng nhất với vai Lưu Bình trong vở chèo cổ Lưu Bình - Dương Lễ. Với vai diễn này, trong một hội diễn, ông đạt được 4 huy chương vàng cùng lúc cho "Vai diễn xuất sắc nhất", "Diễn viên nam có giọng hát hay nhất", "Diễn viên đóng kép nền đẹp nhất" và "Diễn viên xuất sắc nhất".
Ngoài ra ông từng đóng vai Hoàng tử trong vở chèo "Tấm Cám", vai Nguyễn Trãi trong vở chèo "Ánh sao khuê", vai Phan Huy Chú trong vở chèo "Dáng trúc Sài Sơn".

## Sự nghiệp hát văn
Ngoài sự nghiệp diễn chèo, Văn Chương còn nổi danh với nghệ thuật hát văn.

### Tác phẩm
- Album Hát văn gồm 4 đĩa CD vào năm 2006[3]
- Album "Hát văn" gồm 5 đĩa CD vào năm 2012[2][5]

## Gia đình
Văn Chương đã kết hôn với nghệ sĩ Lệ Hằng. Hai người đã có hai con, một trai một gái.

## Phong tặng
- Nghệ sĩ ưu tú (phong tặng năm 2007)[1]